# Stefan Günther (Bioinformatiker)
Stefan Günther ist ein deutscher, pharmazeutischer Bioinformatiker und Professor an der Albert-Ludwigs-Universität Freiburg.

## Leben und Forschungsleistungen
Günther studierte Biologie an der Ruhr-Universität Bochum (1994–1997) und Christian-Albrechts-Universität zu Kiel (1997–2001) und schloss 2001 als Diplom-Biologe ab. Anschließend studiert er von 2002 bis 2004 Bioinformatik an der Hochschule für Technik und Wirtschaft Berlin und erwarb den Master of Computer Science. Ab 2005 forschte Günther in der Arbeitsgruppe strukturelle Bioinformatik an der Freien Universität Berlin und Charité-Universitätsmedizin Berlin unter Robert Preißner. Im Jahr 2008 wurde Günther zum Dr. rer. nat. promoviert, mit der Arbeit „Wissensbasierte Analyse von Biomolekülen zur Vorhersage ihrer Wechselwirkungen“ im Bereich der Bioinformatik. Während seiner Doktorarbeit arbeitete er an theoretischen Modellen zur Vorhersage und wandte sowie entwickelte rechnergestützte Methoden für die Datenauswertung, die Sequenzanalyse und die Strukturbiologie.
Von 2008 bis 2009 war er weiterhin in der Arbeitsgruppe von Preißner tätig, diesmal als Postdoc. Im Jahr 2009 forschte er als Postdoc in der Arbeitsgruppe zur Theoretischen Biophysik von Edda Klipp an der Humboldt-Universität zu Berlin. In seiner Postdoc-Zeit entwickelte er einen neuen Ansatz für die strukturbasierte Modellierung von Protein-Protein-Komplexen. Günther nahm den Ruf auf eine Juniorprofessur (W1) für Pharmazeutische Bioinformatik an der Universität Freiburg im Jahr 2009 an und ist seitdem dort tätig. Sein Forschungsgebiet der Pharmazeutischen Bioinformatik ist Teil des Studiums der Pharmazeutischen Wissenschaften an der Universität Freiburg. In seiner Forschung konzentrierte er sich auf die Identifizierung neuer Medikamente im Forschungsgebiet der Epigenetik. Seit 2005 ist er ordentlicher Professor (W3) an der Universität Freiburg.
Seine Arbeitsgruppe befasst sich in mehreren Projekten mit der Entdeckung neuer Medikamente, der Analyse der Wirkmechanismen bekannter Verbindungen sowie der Biosynthese natürlicher Verbindungen. Günther ist beteiligter Wissenschaftler an verschiedenen Projekten, die von der Deutschen Forschungsgemeinschaft (DFG) gefördert werden.
Er ist aktives Mitglied der Deutschen Pharmazeutischen Gesellschaft (DPhG), genauer Regionalgruppe Südbaden, und Mitglied der Central European Oncology Society for Anticancer Drug Research (CESAR).

## Veröffentlichungen (Auswahl)
- mit Sheng Wang, Nicolas P. F. Barthes, Sylvia Urban, Viktor I. Hazai, Sebastian O. Klein, Tabea Pappert, Paul Kümmel, Nicolas Heller, Johannes Bacher, Maximilian Staudt, Jan Ruprecht, Ling Peng, Manuela Sum, Christopher Berlin, Daad Sarraf, Pierre Regenass, Robin Warstat, Johannes Walz, Pankaj Mishra, Lin Zhang, Oliver Einsle, Bernhard Breit, Eric Metzger, Manfred Jung, Roland Schüle: Structure-Guided Design of a KMT9 Inhibitor Prodrug with Cellular Activity. In: Journal of Medicinal Chemistry. 17. Juni 2025, ISSN 0022-2623, doi:10.1021/acs.jmedchem.4c02953.
- mit Poonam Sarode, Xiang Zheng, Georgia A. Giotopoulou, Andreas Weigert, Carste Kuenne, Aleksandra Friedrich, Stefan Gattenlöhner, Thorsten Stiewe, Bernhard Brüne, Friedrich Grimminger, Georgios T. Stathopoulos, Soni Savai Pullamsetti, Werner Seeger, Rajkumar Savai: Reprogramming of tumor-associated macrophages by targeting β-catenin/FOSL2/ARID5A signaling: A potential treatment of lung cancer. In: Science Advances. Band 6, Nr. 23, 5. Juni 2020, S. eaaz6105, doi:10.1126/sciadv.aaz6105, PMID 32548260, PMC 7274802 (freier Volltext).
- mit Jan Bieschke, Martin Herbst, Thomas Wiglenda, Ralf P. Friedrich, Annett Boeddrich, Franziska Schiele, Daniela Kleckers, Juan Miguel Lopez del Amo, Björn A. Grüning, Qinwen Wang, Michael R. Schmidt, Rudi Lurz, Roger Anwyl, Sigrid Schnoegl, Marcus Fändrich, Ronald F. Frank, Bernd Reif, Dominic M. Walsh, Erich E. Wanker: Small-molecule conversion of toxic oligomers to nontoxic β-sheet–rich amyloid fibrils. In: Nature Chemical Biology. Band 8, Nr. 1, Januar 2012, ISSN 1552-4469, S. 93–101, doi:10.1038/nchembio.719.
- mit Michael Kuhn, Mathias Dunkel, Monica Campillos, Christian Senger, Evangelia Petsalaki, Jessica Ahmed, Eduardo Garcia Urdiales, Andreas Gewiess, Lars Juhl Jensen, Reinhard Schneider, Roman Skoblo, Robert B. Russell, Philip E. Bourne, Peer Bork, Robert Preissner: SuperTarget and Matador: resources for exploring drug-target relationships. In: Nucleic Acids Research. Band 36, suppl_1, 1. Januar 2008, ISSN 0305-1048, S. D919–D922, doi:10.1093/nar/gkm862, PMID 17942422, PMC 2238858 (freier Volltext).